# Kenneth Noland
Kenneth Clifton Noland (* 10. April 1924 in Asheville, North Carolina; † 5. Januar 2010 in Port Clyde, Knox County, Maine) war ein US-amerikanischer Künstler und einer der bedeutendsten Vertreter der Farbfeldmalerei.

## Leben
Nach dem Dienst in der amerikanischen Luftwaffe von 1942 bis 1945 erlaubte ihm der Servicemen’s Readjustment Act (G. I. Bill) ein Kunststudium am Black Mountain College von 1946 bis 1948, dort war er Schüler von Ilya Bolotowsky (1907–1981) und Josef Albers.
Hiernach ging er nach Paris und studierte bei Ossip Zadkine. Dort hatte er im Jahre 1949 seine erste Ausstellung in der Galerie Creuze. Im gleichen Jahr siedelte er nach Washington D.C. über, malte und unterrichtete an der dortigen Katholischen Universität von Amerika und am „Institute of Contemporary Art“. 1952 begegnete er Morris Louis und besuchte mit ihm im darauffolgenden Jahr das Atelier von Helen Frankenthaler in New York, wohin er 1961 zog. 1964 unterrichtete er am Bennington College in Vermont. Im selben Jahr zeigte er seine Arbeiten im amerikanischen Pavillon auf der Biennale von Venedig. 1968 nahm er an der 4. documenta in Kassel teil. 1977 wurde er in die American Academy of Arts and Letters und 1991 in die American Academy of Arts and Sciences gewählt.
Noland war viermal verheiratet. Seine Tochter ist die 1956 geborene Objekt- und Installationskünstlerin Cady Noland.

## Arbeitsweise
Seine künstlerische Handschrift fand Noland gemeinsam mit seinem Freund Morris Louis in einer von Helen Frankenthaler (einer Schülerin von Jackson Pollock) entwickelten Technik, die als „soak stain“ bekannt ist. Dabei wird mit Acrylfarbe auf nicht grundierter Leinwand gemalt. Der Malgrund saugt die Farbe auf und es entsteht ein tiefer Farbeindruck, der von der Oberfläche in das Volumen des Bildes verweist, vgl. Shaped Canvas.
Noland bevorzugte einfache geometrische Grundmuster beispielsweise in Form konzentrischer farbiger Ringe, die einer im Bogensport verwendeten Zielscheibe ähneln. Er hat unter anderem den gekachelten Außenbereich des Wiesner Building im MIT entworfen.
Das künstlerische Bemühen um die „Volumenfarbe“ hat später Gotthard Graubner fortgeführt, indem er auf großformatigen Kissen (dem von ihm entwickelten saugfähigen, mehrschichtigen Malgrund) Farbfelder in „Farbräume“ überführt hat.

## Werke (Auswahl)
- Turnsole (1961) war ausgestellt in der Ausstellung Das MoMA in Berlin
- Chevron (A 18-3), 1963 und SCALE, 1966 beide im Museum Folkwang, Essen
- Near End 1967, Acryl auf Leinwand, 240×60 cm

## Ausstellungen (Auswahl)
- 1957: Tibor de Nagy Gallery, New York
- 1965: Jewish Museum, New York
- 1968: 4. documenta, Kassel
- 1972: Kenneth Noland; Paintings 1969-1970, Galerie Mikro, Berlin
- 1977: Solomon R. Guggenheim Museum, New York, Retrospektive
- 1984: Kenneth Noland: neue Bilder, Reinhard Onnasch Galerie, Berlin